# Morgan Alexander
Morgan Alexander (Regina, 14 gennaio 1982) è un bobbista canadese.

## Biografia
Viene ricordato come vincitore di una medaglia di bronzo nella sua disciplina, vittoria avvenuta ai campionati mondiali del 2005 (edizione tenutasi a Calgary, Canada) insieme ai suoi connazionali Pierre Lueders, Ken Kotyk e Lascelles Brown. Nell'edizione l'oro andò alla nazionale tedesca.
Fa parte dello staff tecnico della nazionale canadese.